# Heteronymphon caecigenum
Heteronymphon caecigenum is een zeespin uit de familie Nymphonidae. De soort behoort tot het geslacht Heteronymphon. Heteronymphon caecigenum werd in 1997 voor het eerst wetenschappelijk beschreven door Child. 